# 부항단지

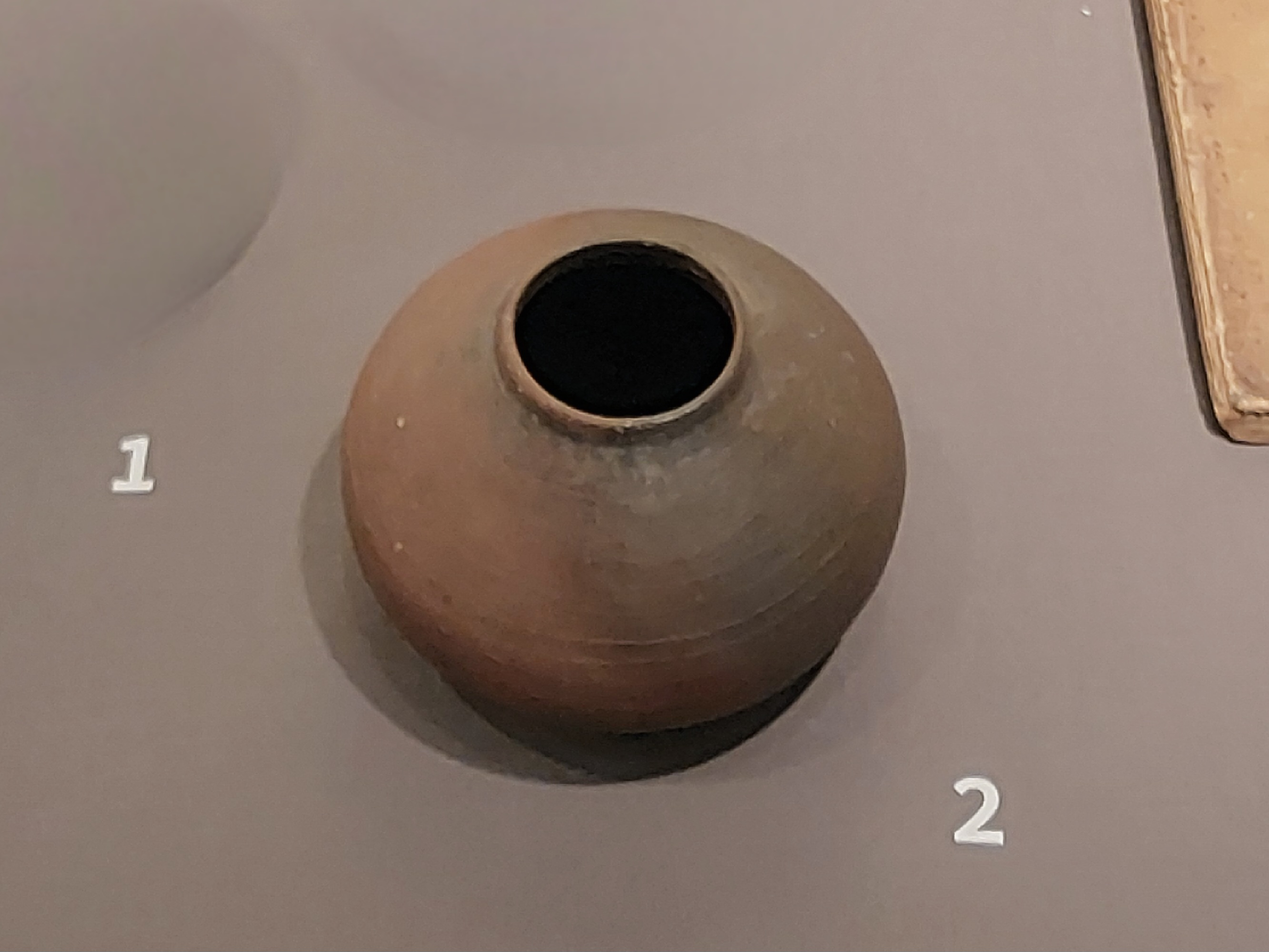
부항단지의 모습.

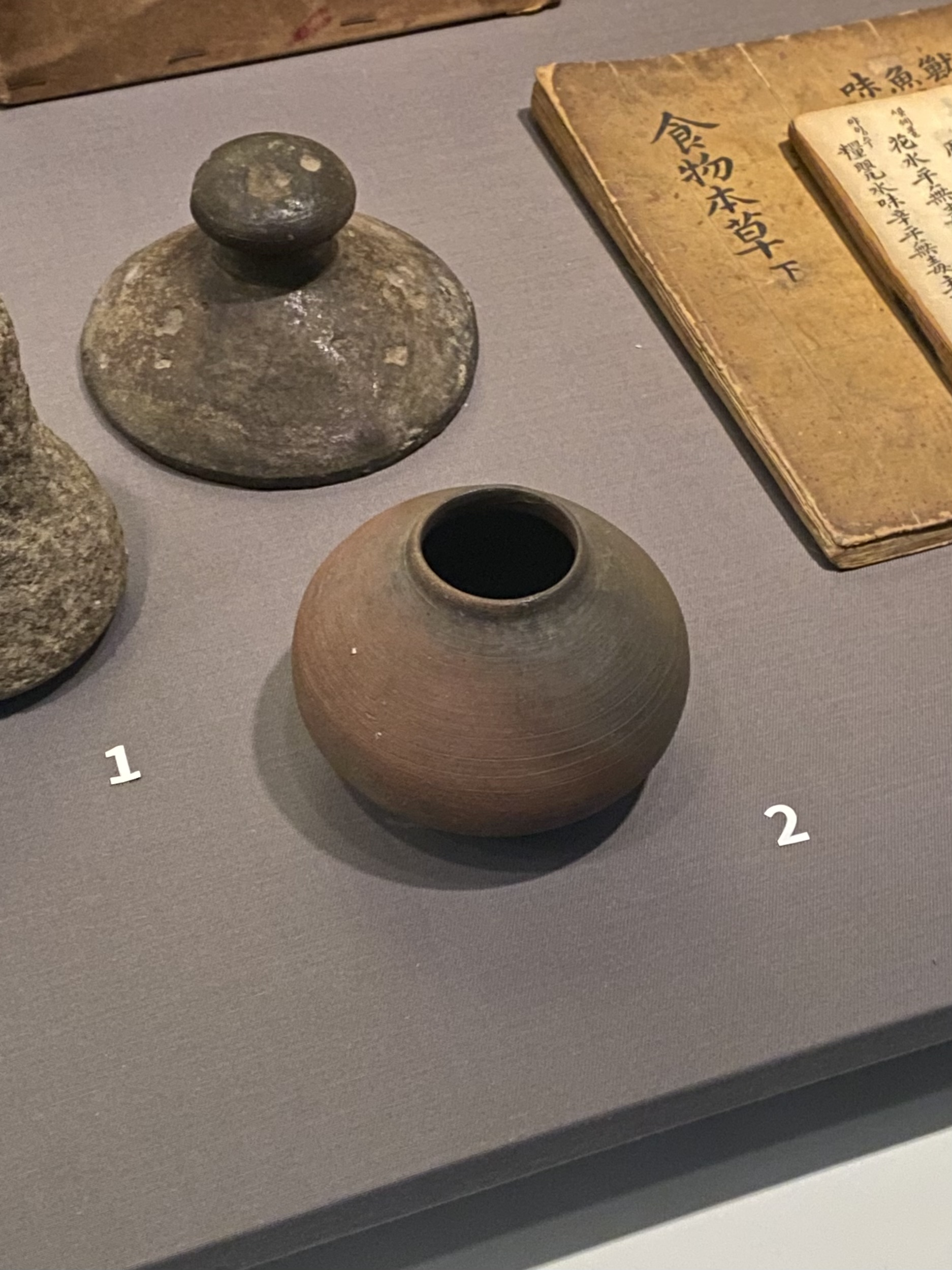
국립민속박물관에 전시되어있는 부항단지(2번)

부항단지는 부항을 뜨는 데에 쓰이는 작은 단지이다. 부항의 원리는 부항단지 안에 음압을 형성하여 혈액을 뽑거나 울혈을 일으켜 그 자극으로 병을 치료하는 것이다. 도자기, 유리, 구리, 철, 대나무, 소의 뿔 등 다양한 재료로 만들어진다. 일반인들이 상비기구처럼 사용하게 되면서 혈액감염 등의 위험성도 제기되고 있다.
뜸단지, 부항항아리 등으로도 쓰이나 표준어 규정 3장 2절 22항에 따라 둘 모두 표준어가 아니며 부항단지만 표준어로 삼는다.

## 갤러리

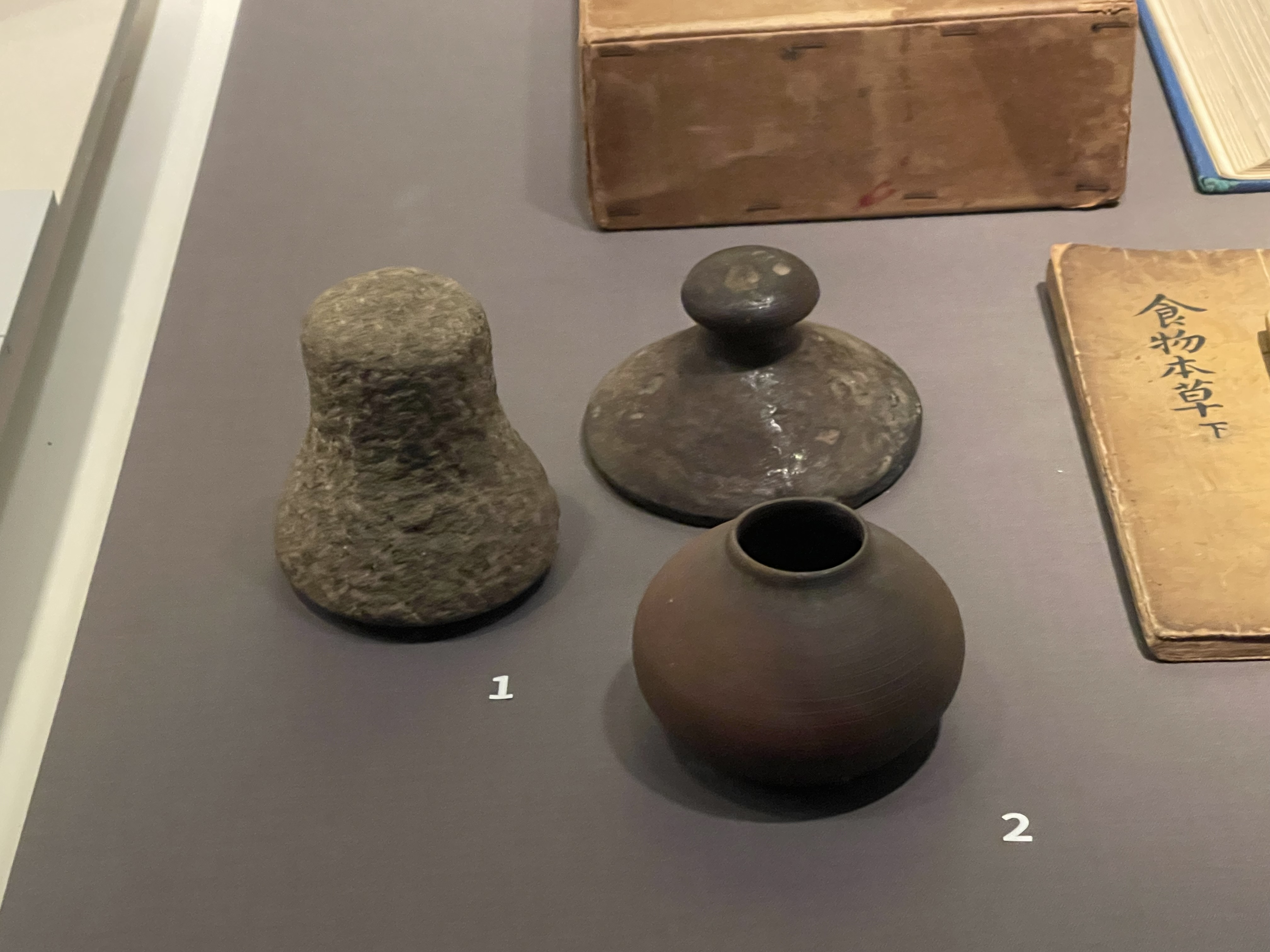
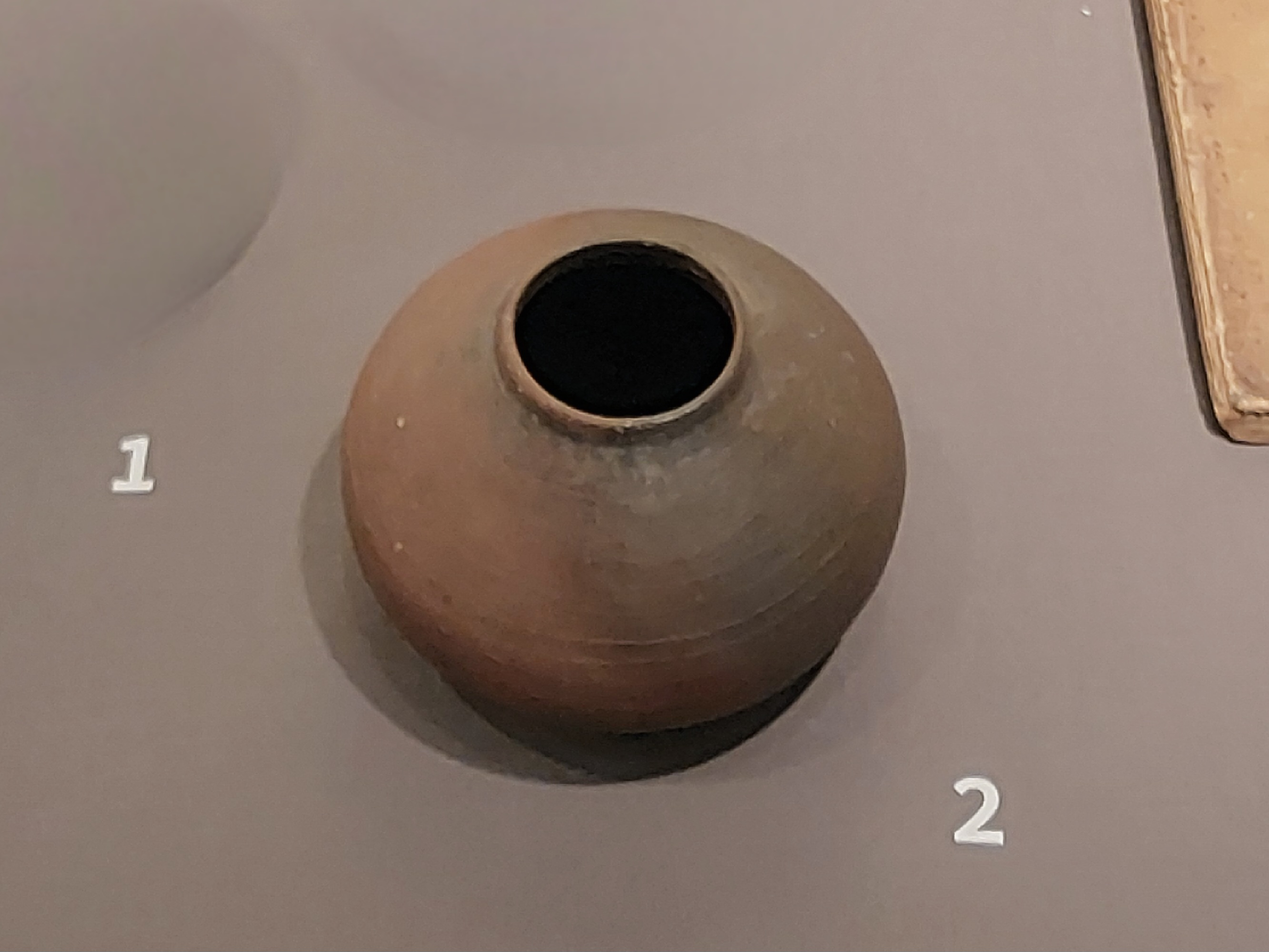
국립민속박물관 상설전시실 3에 전시된 부항단지이다.